# 蛇塚古墳
蛇塚古墳（へびづかこふん）は、京都府京都市右京区太秦にある古墳。形状は前方後円墳。国の史跡に指定されている。
京都府で最大規模の横穴式石室を有する前方後円墳であったが、墳丘封土は失われ、現在は露出した石室のみが残る。

## 概要
| 期     | 古墳名                     | 形状       | 規模   | 石室全長 | 築造時期    | 陵墓・史跡     |
| ------ | -------------------------- | ---------- | ------ | -------- | ----------- | -------------- |
|        | 垂箕山古墳                 | 前方後円墳 | 65m    |          | 5c末-6c初頭 | 宮内庁治定墓   |
| 3      | 天塚古墳                   | 前方後円墳 | 73m    | (8.1m)   | 6c前半      | 国の史跡       |
| 3      | 天塚古墳                   | 前方後円墳 | 73m    | (7.7m)   | 6c前半      | 国の史跡       |
| 4 ・ 5 | 清水山古墳                 | 前方後円墳 | 57m    |          | 6c中葉-後半 | （消滅）       |
| 4 ・ 5 | 段ノ山古墳                 | 前方後円墳 |        |          | 6c中葉-後半 | （消滅）       |
| 4 ・ 5 | 双ヶ岡1号墳                | 円墳       | 44m    | 15.8m    | 6世紀後半   | なし           |
| 4 ・ 5 | 衣笠山1号墳                | 円墳       | 26m    | (6.0m)   | 6世紀後半   | なし           |
| 6      | 蛇塚古墳                   | 前方後円墳 | 75m    | 17.8m    | 6c末-7c初頭 | 国の史跡       |
| 6      | 円山古墳 （大覚寺1号墳）   | 円墳       | 50m    | 14.7m    | 6c末-7c初頭 | 陵墓参考地     |
| 6      | 狐塚古墳 （大覚寺4号墳）   | 円墳       | 28m    | (12.8m)  | 6c末-7c初頭 | なし           |
| 6      | 入道塚古墳 （大覚寺2号墳） | 方墳       | 30m    | 11.2m    | 6c末-7c初頭 | 陵墓参考地     |
| 6      | 南天塚古墳 （大覚寺3号墳） | 円墳       | 25-30m | 8.1m     | 6c末-7c初頭 | （埋没）       |
| 6      | 御堂ヶ池1号墳              | 円墳       | 30m    | (8.3m)   | 6c末-7c初頭 | 京都市登録史跡 |
| 7      | 甲塚古墳                   | 円墳       | 38m    | 14.4m    | 7c前半      | なし           |
| 7      | 広沢古墳                   | 円墳       | 30m    | 12.0m    | 7c前半      | なし           |

京都盆地（山城盆地）西部、嵯峨野台地の南縁に築造された古墳である。名称の「蛇塚」は、石室内に蛇が棲息していたことに由来するという。1920年（大正9年）頃までは墳丘の一部を残していたというが、宅地化によって墳丘封土のほぼ全てが失われ、現在は石室を露出する。これまでに発掘調査は実施されていない。
墳形は前方後円形で、前方部を南西方向に向けた。埋葬施設は両袖式の横穴式石室で、南東方向に開口する。巨石を使用した大型石室で、石室全長は17.8メートルにおよび、石舞台古墳（奈良県高市郡明日香村）にも匹敵する規模になる。石室内には家形石棺が存在したと伝わる。副葬品は詳らかでない。
築造時期は、古墳時代後期-終末期の6世紀末から7世紀初頭頃と推定される。現存する京都府の前方後円墳としては最後期に属する。嵯峨野地域では天塚古墳（約71メートル、国の史跡）・清水山古墳（約60メートル、非現存）・垂箕山古墳（仲野親王墓古墳、約75メートル）・蛇塚古墳などの前方後円墳を中心とする6世紀以降の後期古墳が分布するが、これらは嵯峨野一帯を開発した渡来系氏族の秦氏の活動に関係すると見られ、主な古墳は秦氏の首長墓と推測されている。
石室域は1977年（昭和52年）に国の史跡に指定された。現在では石室内への立ち入りは制限されている。

## 遺跡歴
- 1936年（昭和11年）、墳丘・石室実測調査（濱田耕作ら京都帝国大学考古学研究室、1937・1938年に報告）。
- 1977年（昭和52年）5月4日、国の史跡に指定[3]。
- 1988年度（昭和63年度）、公共下水道工事に伴う古墳周辺の立会調査。石室基底部より下位の遺物包含層から6世紀第4四半期の遺物出土（古墳築造時期の上限を規定）（京都市埋蔵文化財調査研究所、1989年に報告）[5]。

## 墳丘
墳丘の推定規模は次の通り。
- 墳丘長：約75メートル
- 後円部 直径：約45メートル
- 前方部 幅：約30メートル

墳丘封土は失われているが、現在でも墳形の名残りは周辺の宅地区画に認められる。

## 埋葬施設

石室俯瞰図（外観）

石室俯瞰図（内部）

石室展開図

埋葬施設としては、後円部において両袖式横穴式石室が構築されており、南東方向に開口する。石室の規模は次の通り。
- 石室全長：17.8メートル
- 玄室：長さ6.8メートル、幅3.8メートル、高さ5.2メートル
- 羨道：長さ約11メートル、幅2.6メートル、高さ3.4メートル

玄室は、側壁・奥壁とも巨石を2・3段に積んで形成されるが、天井石は一石を遺存するのみである。玄室内には家形石棺が存在したと伝わる。
石室の規模は、玄室の幅の点では石舞台古墳（奈良県高市郡明日香村）を超える。また玄室の床面積は25.8平方メートルを測り、高倉山古墳（三重県伊勢市）、こうもり塚古墳（岡山県総社市）、石舞台古墳に次ぐ全国第4位に位置づけられる。
なお、石舞台古墳の石室は花崗岩（火成岩、深成岩）であるが、蛇塚古墳の石室はチャート（堆積岩）である。京都盆地北縁は、丹波層群（ペルム紀からジュラ紀（約2億9,900万年前-約1億4,550万年前）に海底でできた地層）に属するチャート・砂岩・頁岩などが山地を構成しており、チャートは京都市北部に多く見られるが、産出地は明らかでない。

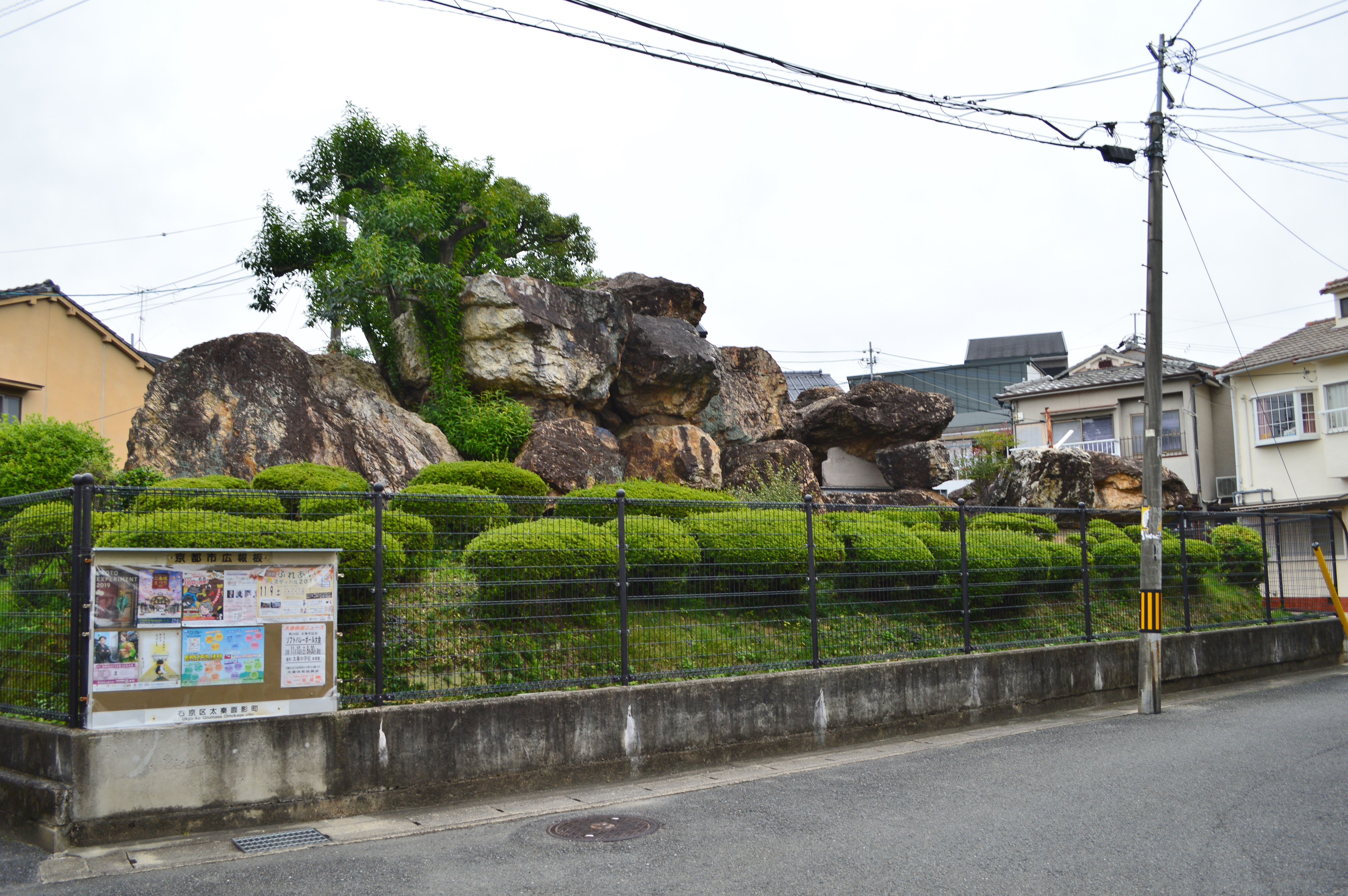
遠景 墳丘封土は失われ、石室が露出する。
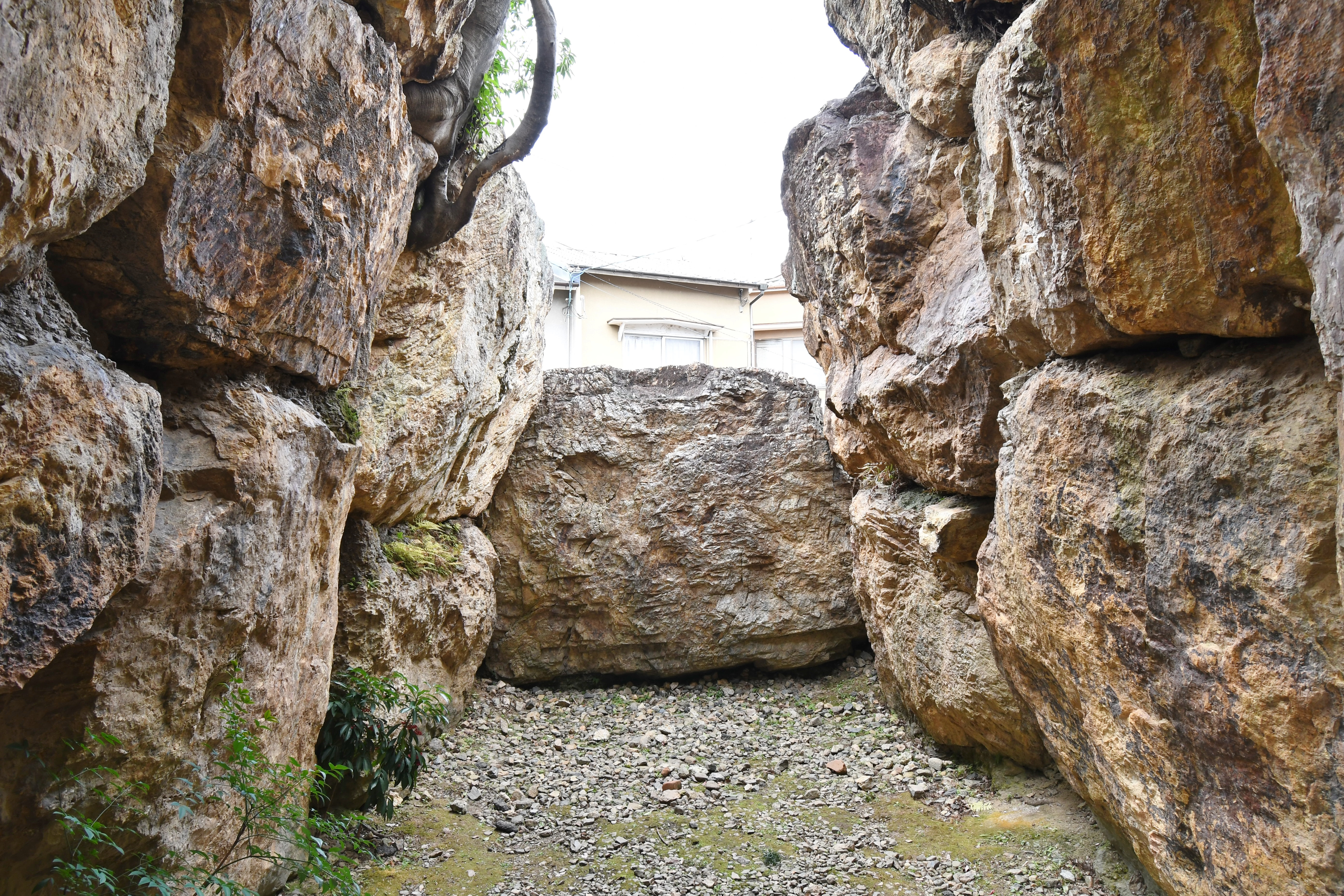
玄室（奥壁方向）
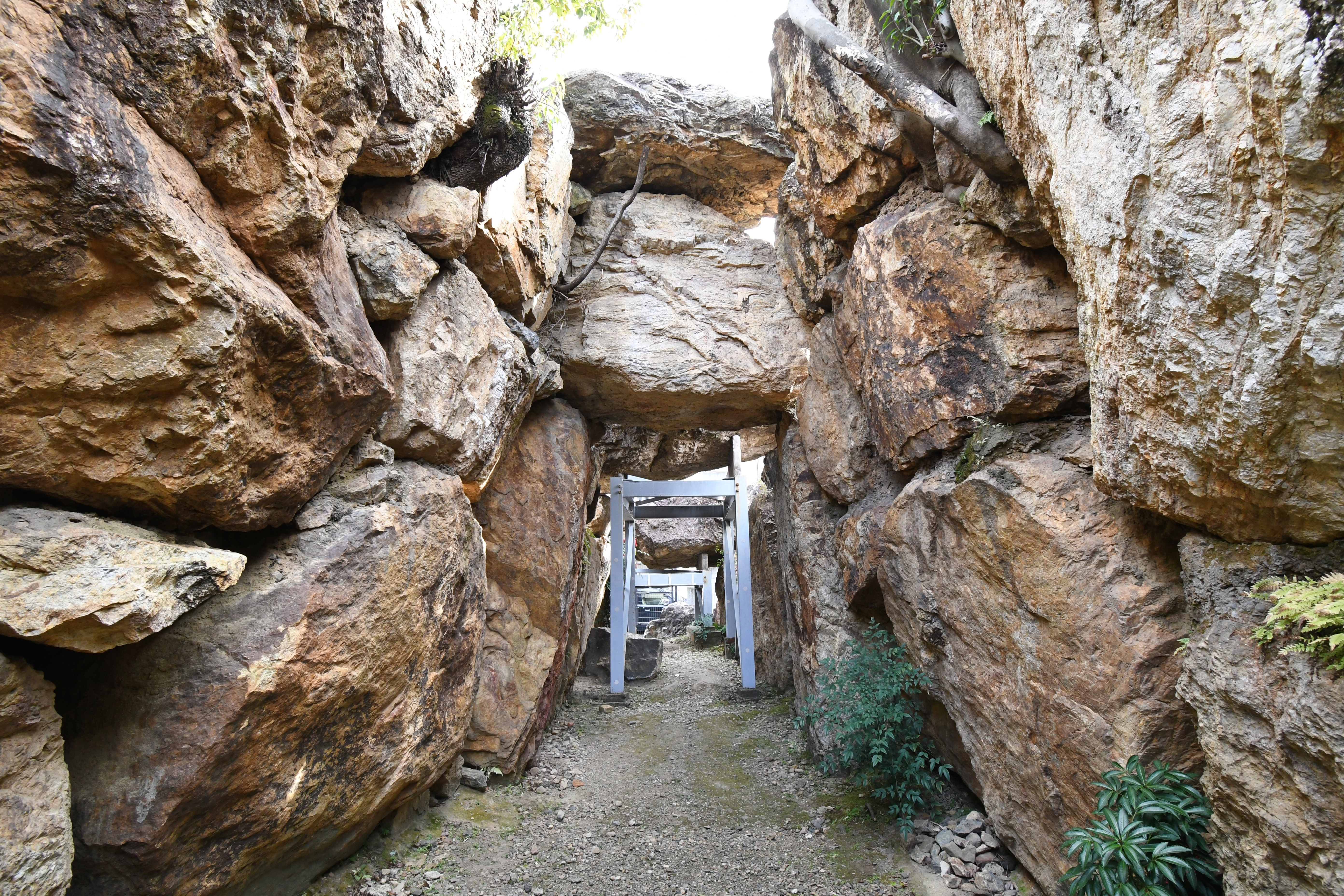
玄室（開口部方向）
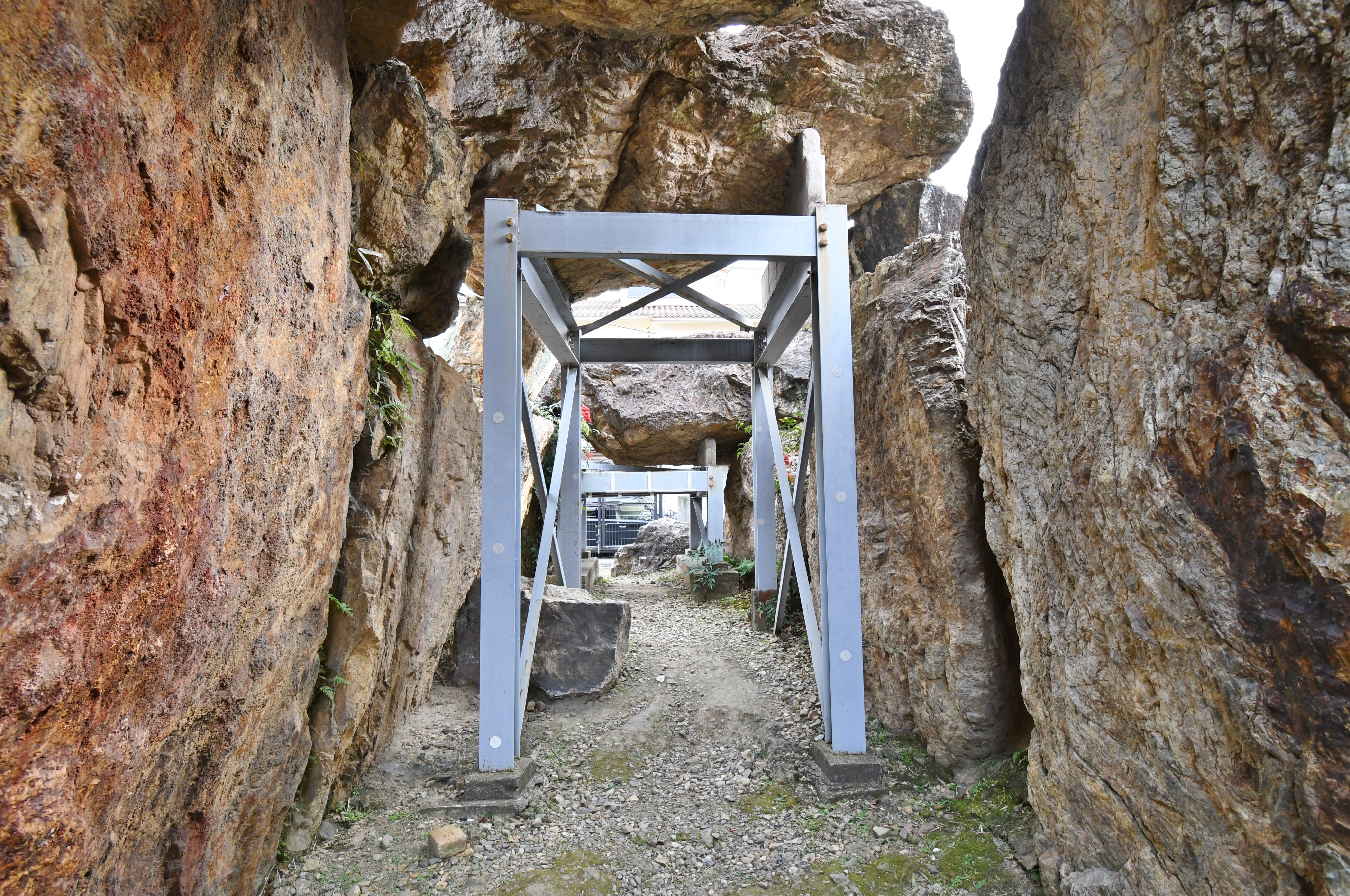
羨道（開口部方向）
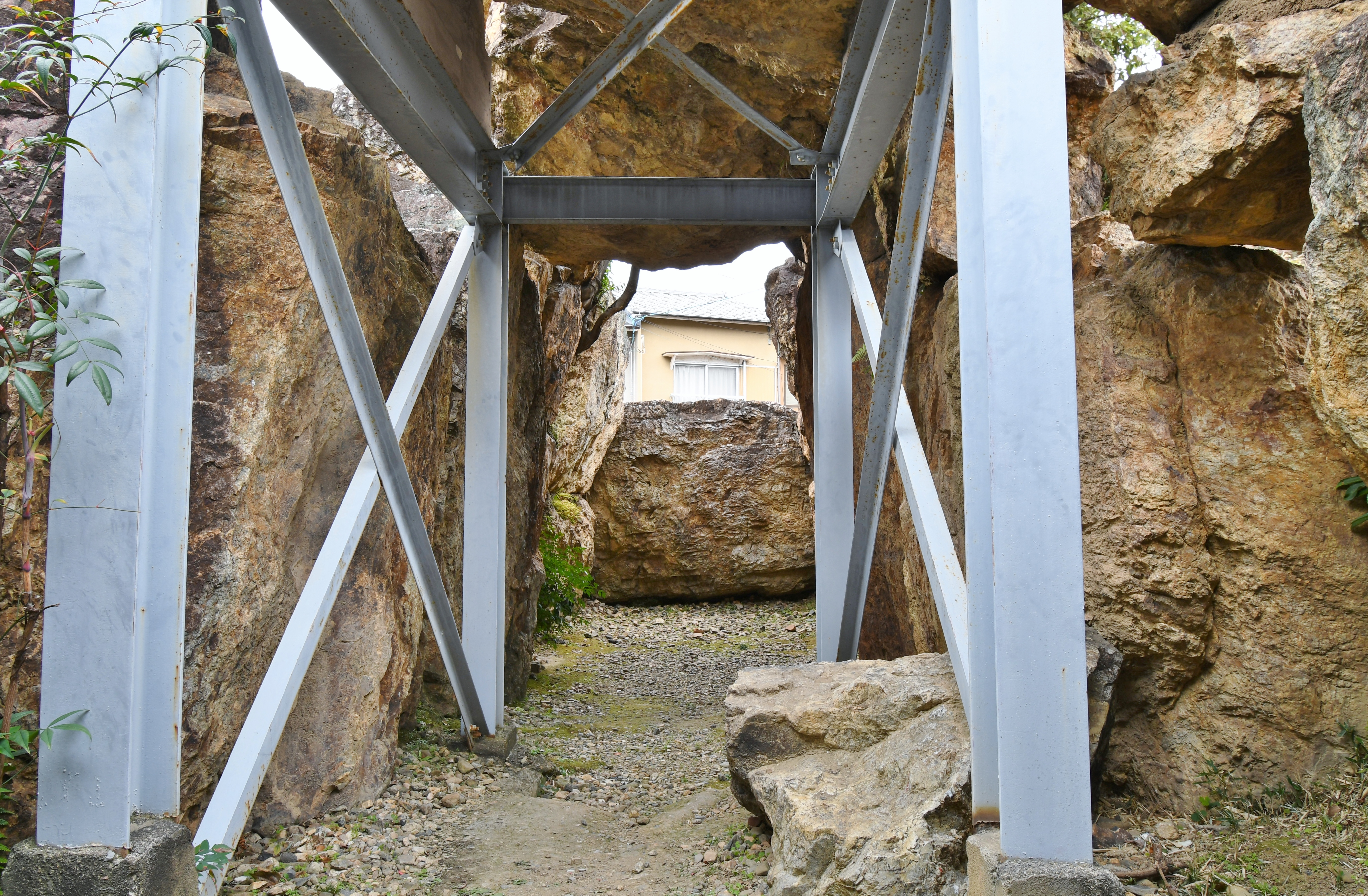
羨道（玄室方向）
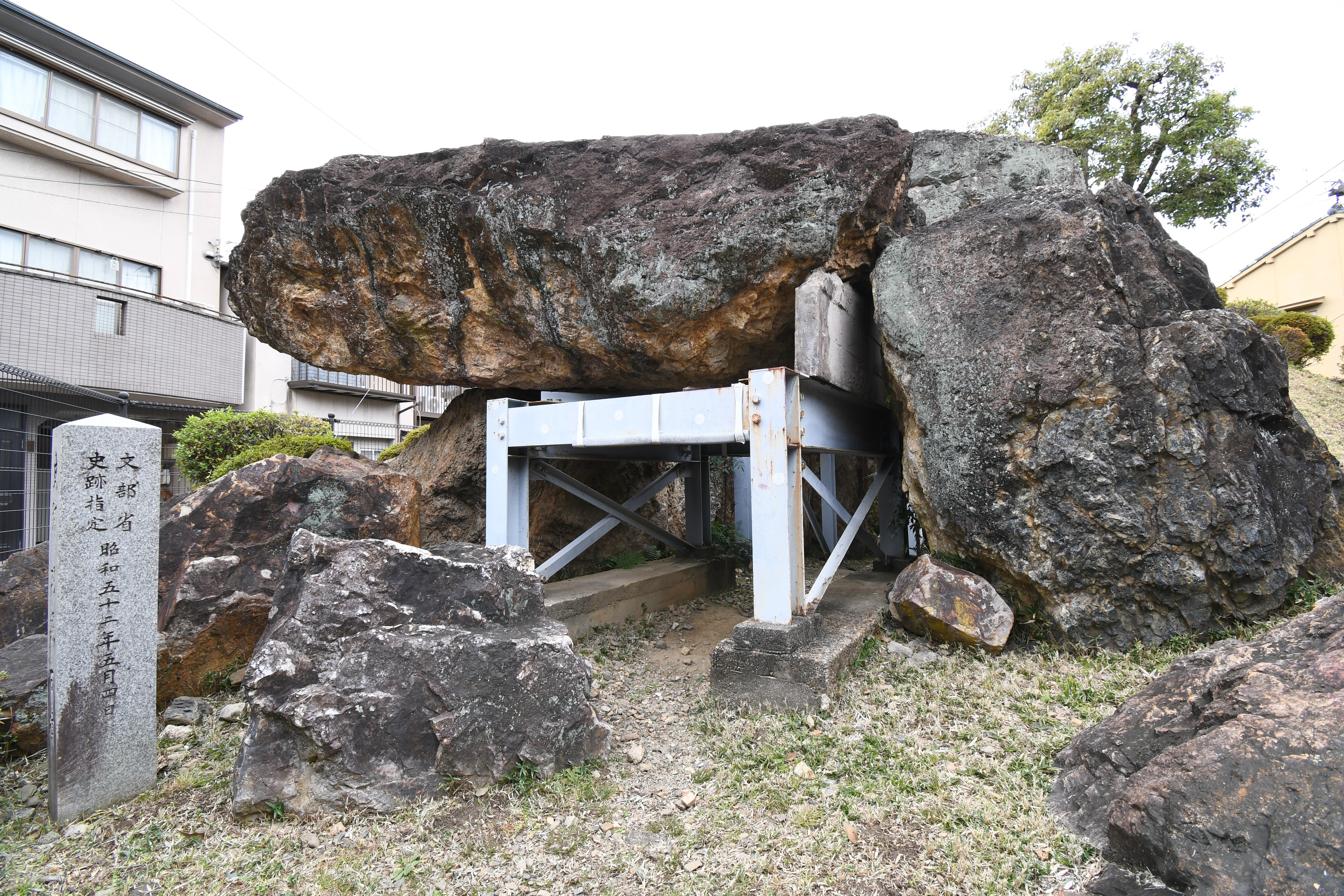
開口部

## 文化財

### 国の史跡
- 蛇塚古墳 - 1977年（昭和52年）5月4日指定[3]。

## 交通アクセス
- 京福電気鉄道（京福電鉄）嵐山本線・北野線 帷子ノ辻駅から、南に徒歩約7分

## 関連文献
（記事執筆に使用していない関連文献）
- 梅原末治「日本古墳巨大石室聚成」『京都帝国大学文学部考古学研究報告』第14冊、京都帝国大学文学部、1937年。
- 梅原末治「山城太秦巨石古墳」『日本古文化研究所報告』第9、日本古文化研究所、1938年。
- 京都大学考古学研究会 編「各古墳の概要 > 蛇塚古墳」『嵯峨野の古墳時代 -御堂ヶ池群集墳発掘調査報告-』京大考古学研究会出版事務局、1971年。
- 京都市 編「古墳時代 > 右京区」『史料京都の歴史』 第2巻 考古、平凡社、1983年。
- 奥村清一郎「嵯峨野の前方後円墳」『京都考古』第72号、京都考古刊行会、1993年、1-6頁。